# Andrew Ridgway

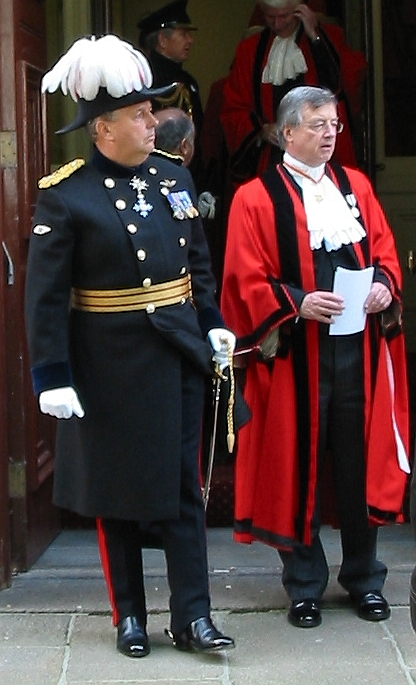
Andrew Ridgway (z lewej)

Sir Andrew Peter Ridgway (ur. 20 marca 1950), gubernator (Lieutenant Governor) wyspy Jersey od 14 czerwca 2006 do 2011, po wcześniejszej długiej karierze wojskowej. 
W młodości Ridgway uczęszczał do szkół wojskowych. W 1970 wstąpił w szeregi armii, służąc w siłach brytyjskich w Irlandii i RFN. W 1975 zyskał licencję pilota. Brał udział w operacjach powietrznych w Ameryce Środkowej i Irlandii Północnej. W 1994 służył w Bośni i Hercegowinie oraz w 1999 w Kosowie. W latach 2003–2006 był szefem brytyjskiej Agencji Obrony.
W 1995 został Komandorem Orderu Imperium Brytyjskiego, a w 2001 odznaczono go Orderem Łaźni.